# Alpaida machala
Alpaida machala är en spindelart som beskrevs av Levi 1988. Alpaida machala ingår i släktet Alpaida och familjen hjulspindlar.
Artens utbredningsområde är Ecuador. Inga underarter finns listade i Catalogue of Life.